# Oxford (Ohio)
Oxford es una ciudad ubicada en el condado de Butler en el estado estadounidense de Ohio. En el Censo de 2010 tenía una población de 21.371 habitantes y una densidad poblacional de 1.235,61 personas por km².

## Geografía
Oxford se encuentra ubicada en las coordenadas 39°30′20″N 84°44′52″O / 39.50556, -84.74778. Según la Oficina del Censo de los Estados Unidos, Oxford tiene una superficie total de 17.3 km², de la cual 17.29 km² corresponden a tierra firme y (0.03%) 0.01 km² es agua.

## Demografía
Según el censo de 2010, había 21 371 personas residiendo en Oxford. La densidad de población era de 1235.61 hab./km². De los 21 371 habitantes, Oxford estaba compuesto por el 87.59% blancos, el 4.02% eran afroamericanos, el 0.15% eran amerindios, el 5.4% eran asiáticos, el 0.01% eran isleños del Pacífico, el 0.59% eran de otras razas y el 2.24% pertenecían a dos o más razas. Del total de la población el 2.3% eran hispanos o latinos de cualquier raza.

## Lugares de interés
- Miami University